# Гочева, Каролина
Кароли́на Го́чева (макед. Каролина Гочева; род. 28 апреля 1980) — македонская певица, получившая известность далеко за пределами своей страны, прежде всего, благодаря двум участиям на конкурсе песни Евровидение в 2002 и 2007 годах.

## Биография

### 1990-е годы
Музыкальная карьера Каролины началась в 1991 году с участия в популярном в стране конкурсе «Макфест 91», который проходил в городе Штип. На конкурсе юная Каролина, которой тогда было всего 11 лет исполнила песню «Мамо, пушти ме» (Мама, отпусти меня), впоследствии ставшей хитом и давшей название дебютному альбому певицы, вышедшему в 1992 году. Каролина часто участвует в главном музыкальном фестивале Македонии — «Скопје-Фест». В 1994 году она дебютировала на нём с песней «Кој да ти каже» (Кто тебе скажет), в 1996 году с песней «Ма, ајде кажи ми» (Давай, скажи мне) заняла девятое место, а в 1998 году — высокое четвёртое место с песней «Украдени ноќи» (Украденные ночи), за которую проголосовало 10 454 македонцев.

### 2000—2001 годы
После такого успеха, известный македонский лейбл Avalon Productions подписывает контракт на запись дебютного взрослого альбома Каролины Гочевой, который увидел свет в 2000 году. Альбом, получивший название «Јас имам песна» (У меня есть песня), содержал сразу несколько хитов «Сакај ме» (Люби меня), «Без оглед на сѐ» (Несмотря на всё) и «Немир» (Беспокойство), который она исполнила в дуэте с Тоше Проеским. Чтобы закрепить успех альбома, Каролина вновь принимает участие в фестивале «Скопје-Фест», на котором песня «За нас» занимает второе место.

### 2002 год
На волне успеха в 2002 году, выходит второй взрослый альбом Каролины Гочевой «Зошто сонот има крај» (Почему сны заканчиваются). В этом же году Каролина становится популярна на территории стран бывшей Югославии благодаря выступлению на фестивале «Sunčane Skale» в Черногории с песней «Кажи ми» (Скажи мне). В 2002 году Гочева выиграла «Скопје-Фест 2002» с песней «Од нас зависи» (Это зависит от нас). Победа на фестивале дала возможность Каролине поехать в Таллин, чтобы представлять свою страну на конкурсе песни Евровидение 2002. На конкурсе Каролина выступила не слишком удачно, став 19-й из 24-х участников и получив всего 25 баллов.
Выступление Каролины оценили только 5 стран:
- Румыния — 12 баллов
- Мальта — 5 баллов
- Хорватия — 4 балла
- Кипр — 3 балла
- Финляндия — 1 балл

### 2003 год
В 2003 году Каролина Гочева выпустила свой третий альбом «Знаеш колку вредам» (Ты знаешь чего я стою). Этот альбом стал очень популярен не только в Македонии, но и в других странах бывшей Югославии. Всё это привело к тому, что выходит её альбом на сербском языке, который получил название «Кад звезде нам се склопе… као некада» (Когда звезды выстроились в ряд, как когда-то однажды). Альбом включал все песни третьего альбома, но с адаптированным под сербский язык текстом.

### 2005 год
В 2005 году Каролина вновь приняла участие в фестивале «Sunčane Skale» в Черногории, где заняла четвёртое место с песней «Ружа ружица» (Красная Роза). В этом же году её видеоклип на песню «Се лажам себе» (Я лгу себе) становится популярным и занимает первые строчки во многих чартах балканских стран. Благодаря тому, что он стал хитом на канале MTV Adria его можно было увидеть на других каналах MTV в сводных чартах. В конце года вышел четвёртый альбом певицы — «Во заборав» (В забвении), который поднял популярность Каролины Гочевой на новый уровень, она стала давать концерты по всей территории бывшей Югославии. Так как концерты вызывали большой ажиотаж, то Каролина вновь выпустила свой альбом на сербском языке, получивший название «У забораву», что является прямым переводом македонского названия.

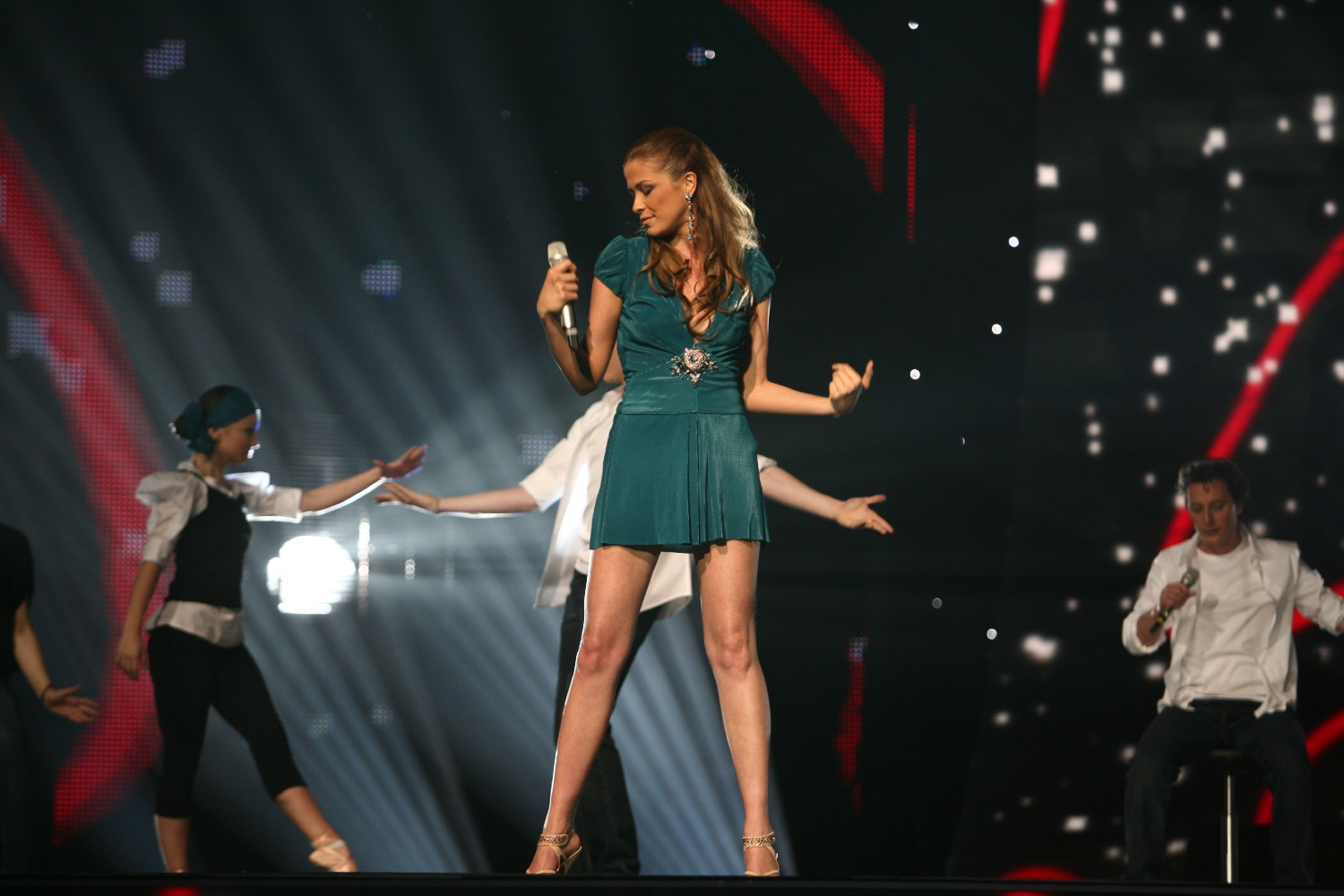
Каролина Гочева выступает на конкурсе Евровидение 2007

### 2007 год
Основная статья: Республика Македония на «Евровидении-2007»
В 2007 году Каролина Гочева повторила свой успех 2002 года и вновь выиграла «Скопје-Фест», получив право представить свою страну на конкурсе песни «Евровидение-2007», который прошёл в Хельсинки. На конкурсе Гочева исполняла песню «Мојот свет», смысл которой заключался в том, что в её душе балканская музыка едина, она не имеет ни религий, ни границ. 10 мая 2007 года Каролина успешно выступила в полуфинале конкурса, заняв 9 место с 97 баллами, что дало право выступить в финале. 12 мая 2007 года македонка заняла 14-е место из 24-х с 73 баллами, улучшив свой результат 2002 года.

### 2008 год
Год начался для Каролины с турне, в ходе которого македонка выступала не только на родине, но и в Сербии, Хорватии, Черногории, Болгарии, закончив его в Австралии. Эти концерты стали примечательны тем, что так далеко ни один артист из бывшей Югославии не выступал. Последние события на Балканах (ситуация с Косово, спор о названии страны с Грецией) заставляют Каролину резко поменять свой музыкальный стиль. Она выпускает пятый альбом в стиле этно-поп, который получает патриотическое название «Македонско Девојче» (Македонская девочка), и уже по первому синглу («Македонска Партизанска») становится понятно о чём весь альбом. Также Каролина выпускает видеоклип на песню «Напред Македонија» (Вперёд, Македония), которая стала для македонцев вторым гимном.

### 2010 год
В 2010 году Каролина выпускает свой девятый по счёту альбом «Капка под небото» (Падаю под небом). Наиболее популярной песней с этого альбома становится хит «Не се вракаш» (Не вернулся), в записи песни принял участие Влатко Стефановски. На неё же был отснят клип.

## Дискография

### Альбомы
- Мамо, пушти ме (Мама, отпусти меня) — 1992 — детский альбом
- Јас имам песна (У меня есть песня) — 2000
- Зошто сонот има крај (Почему сны заканчиваются) — 2002
- Знаеш колку вредам (Ты знаешь чего я стою) — 2003
  - Кад звезде нам се склопе… као некада (Когда звезды выстроились в ряд, как когда-то однажды) — 2003 (сербская версия)
- Во заборав (В забвении) — 2005
  - У забораву (В забвении) — 2006 (сербская версия)
- Македонско девојче (Македонская девочка) — 2008
- Капка под небото (Падаю под небом)  — 2010
- Најубави песни  — 2012
- Македонско девојче 2 (Македонская девочка 2) — 2014